# Episcopia Basarabiei de Sud
Episcopia Basarabiei de Sud este o eparhie a Bisericii Ortodoxe Române, sufragană a Mitropoliei Basarabiei. Este considerată continuatoare a Episcopiei de Cetatea Albă și Ismail. Are sediul în orașul Cantemir (Republica Moldova) și este condusă în prezent de episcopul Veniamin Goreanu.

## Episcopi
Ierarhii din fruntea fostei episcopii de Cetatea Albă-Ismail au fost:
- 1864–1877, Melchisedec Ștefănescu - <Episcop al Dunării de Jos>
- 1923–1924, Nectarie Cotlarciuc
- 1924–1932, Iustinian Teculescu
- 1932–1940, Sfântul Dionisie Erhan
- 1941–1944, Policarp Morușca, locțiitor de episcop
- 1944 – Antim Nica

- 2018 – prezent, Veniamin Goreanu, episcop al Basarabiei de Sud

## Vicari administrativi
După reînființarea Mitropoliei Basarabiei, conducătorii Episcopiei Basarabiei de Sud au fost vicari administrativi și nu episcopi:
- protoiereul Mihail Ursache (2010-2011)
- preotul Iulian Budescu (17 noiembrie 2011 - aprilie 2019)

În data de 17 noiembrie 2011 a avut loc Ședința Permanenței Consiliului Eparhial al Mitropoliei Basarabiei, sub președinția mitropolitului Petru Păduraru. În cadrul ședinței s-au discutat mai multe probleme legate de organizarea și buna funcționate a părților componente ale Mitropoliei Basarabiei. Consiliul Eparhial a numit în funcția de vicar administrativ al Episcopiei Basarabiei de Sud pe preotul Iulian Budescu, consilier pe probleme misionar-pastorale și tineret. Postul de vicar al Episcopiei Basarabiei de Sud a rămas vacant după eliberarea din această funcție a protoiereului Mihail Ursache.
Preotului Iulian Budescu i-a revenit sarcina de a continua organizarea centrului eparhial al Episcopiei Basarabiei de Sud începută de predecesorul său.
Părți componente ale Mitropoliei Basarabiei sunt:
- Arhiepiscopia Chișinăului
- Episcopia de Bălți, recunoscută de către autoritățile Republicii Moldova ca persoană juridică și parte componentă a Mitropoliei Basarabiei la 17 noiembrie 2004;
- Episcopia Basarabiei de Sud, recunoscută de către autoritățile Republicii Moldova ca persoană juridică și parte componentă a Mitropoliei Basarabiei în data de 14 noiembrie 2006;
- Episcopia Ortodoxă a Dubăsarilor și a toată Transnistria, recunoscută la 15 noiembrie 2006.